# IC 798
IC 798 је елиптична галаксија у сазвјежђу Береникина коса која се налази на листи објеката дубоког неба у Индекс каталогу.
Деклинација објекта је + 15° 24' 57" а ректасцензија 12h 32m 33,3s. Привидна величина (магнитуда) објекта IC 798 износи 14,5 а фотографска магнитуда 15,5. IC 798 је још познат и под ознакама CGCG 99-83, VCC 1440, NPM1G +15.0373, PGC 41589.